# QBasic
QBasic, viết tắt của Quick Beginners All purpose Symbolic Instruction Code, là một môi trường phát triển tích hợp (IDE) và trình thông dịch cho nhiều ngôn ngữ lập trình BASIC dựa trên QuickBASIC. Mã được nhập vào IDE được biên dịch thành một đại diện trung gian (IR) và IR này ngay lập tức được giải thích theo yêu cầu trong IDE.   Nó có thể chạy dưới gần như tất cả các phiên bản của hệ điều hành DOS và các phiên bản 32-bit của của Windows, hoặc thông qua thi đua thông qua DOSBox / DOSEMU trên Linux, FreeBSD, và các phiên bản 64-bit của Windows. (QBasic là một chương trình DOS và yêu cầu trình giả lập DOS hoặc DOS. Windows XP đi kèm với trình giả lập có tên DOS Virtual Machine, các phiên bản tiếp theo của Windows yêu cầu trình giả lập như DosBox.) Vào thời điểm đó, QBasic đã cung cấp một IDE hiện đại, bao gồm trình gỡ lỗi với các tính năng như đánh giá biểu thức nhanh và sửa đổi mã. Nó hỗ trợ các chức năng sẵn có khác nhau.
Giống như QuickBASIC, nhưng không giống như các phiên bản trước của Microsoft BASIC, QBasic là ngôn ngữ lập trình có cấu trúc, hỗ trợ các cấu trúc như chương trình con. Đánh số dòng, một khái niệm thường được liên kết với BASIC, được hỗ trợ để tương thích, nhưng không được coi là hình thức tốt, đã được thay thế bằng nhãn dòng mô tả. QBasic đã hỗ trợ hạn chế cho các loại dữ liệu (cấu trúc) do người dùng xác định và một số loại nguyên thủy được sử dụng để chứa các chuỗi văn bản hoặc dữ liệu số.